# Ringer-Weltmeisterschaften 1983
Die Ringer-Weltmeisterschaften 1983 fanden vom 22. bis zum 29. September 1983 im Sportpalast in Kiew statt. Es wurde sowohl im griechisch-römischen als auch im freien Stil gerungen. Die Ringer wurden in jeweils zehn Gewichtsklassen unterteilt.

## Griechisch-römisch
Die Wettkämpfe im griechisch-römischen Stil fanden vom 22. bis zum 25. September 1983 statt. Die wohl größte Überraschung war der Sieg des Finnen Hannu Lahtinen. Er war davor noch bei keinem internationalen Wettbewerb gestartet und holte sich in Kiew die Goldmedaille. Von den sowjetischen Ringern, die an den Start gegangen waren, verpasste lediglich Rafail Nasibulow als Siebtplatzierter in der Gewichtsklasse -62 kg einen Medaillenrang.

### Medaillengewinner
| Klasse  | Gold                 | Silber           | Bronze                       |
| ------- | -------------------- | ---------------- | ---------------------------- |
| -48 kg  | Bratan Zenow         | Markus Scherer   | Timor Taimuras Kasaraschwili |
| -52 kg  | Benur Paschajan      | Erol Kemah       | Ljubomir Zekow               |
| -57 kg  | Masaki Eto           | Kamil Fatkulin   | Petar Balow                  |
| -62 kg  | Hannu Lahtinen       | Günter Reichelt  | Schiwko Wangelow Atanassow   |
| -68 kg  | Tapio Sipilä         | Mohammad Banna   | Gennadi Jermilow             |
| -74 kg  | Michail Mamiaschwili | Andrzej Supron   | Karolj Kasap                 |
| -82 kg  | Teimuras Apchasawa   | Lennart Lundell  | Jarmo Övermark               |
| -90 kg  | Igor Kanygin         | Atanas Komtschew | Norbert Növényi              |
| -100 kg | Andrej Dimitrow      | Josef Tertelj    | Wiktor Awdyschew             |
| +100 kg | Ewgeni Artjuchin     | Nikola Dinew     | Cándido Mesa                 |

### Medaillenspiegel
| Rang | Land                            | Gold | Silber | Bronze |
| ---- | ------------------------------- | ---- | ------ | ------ |
| 1    | Sowjetunion                     | 5    | 1      | 3      |
| 2    | Bulgarien                       | 2    | 2      | 3      |
| 3    | Finnland                        | 2    | 0      | 1      |
| 4    | Japan                           | 1    | 0      | 0      |
| 5    | Jugoslawien                     | 0    | 1      | 1      |
| 6    | Deutsche Demokratische Republik | 0    | 1      | 0      |
|      | BR Deutschland                  | 0    | 1      | 0      |
|      | Iran                            | 0    | 1      | 0      |
|      | Polen                           | 0    | 1      | 0      |
|      | Schweden                        | 0    | 1      | 0      |
|      | Türkei                          | 0    | 1      | 0      |
| 12   | Kuba                            | 0    | 0      | 1      |
|      | Ungarn                          | 0    | 0      | 1      |

## Freistil
Die Wettkämpfe im Freistil fanden vom 26. bis zum 29. September 1983 statt. Die Sowjetunion konnte in allen 10 Wettbewerben Athleten auf dem Podest feiern.

### Medaillengewinner
| Klasse  | Gold               | Silber              | Bronze             |
| ------- | ------------------ | ------------------- | ------------------ |
| -48 kg  | Chol-Hwan Kim      | Alexander Dorschu   | Jan Falandys       |
| -52 kg  | Walentin Jordanow  | Toshio Asakura      | Anatoli Beloglasow |
| -57 kg  | Sergei Beloglasow  | Hideaki Tomiyama    | Stefan Iwanow      |
| -62 kg  | Wiktor Alexejew    | Lee Smith           | Simeon Schterew    |
| -68 kg  | Arsen Fadsajew     | Bujandelgeriin Bold | Kamen Penew        |
| -74 kg  | David Schultz      | Taram Magomadow     | Martin Knosp       |
| -82 kg  | Taimuras Dsgojew   | Dsewegiin Düwtschin | Efraim Kamberow    |
| -90 kg  | Petr Nanijew       | Iwan Ginow          | Uwe Neupert        |
| -100 kg | Aslan Chadarzew    | Gregory Gibson      | Georgi Jantschew   |
| +100 kg | Salman Chassimikow | Adam Sandurski      | Bruce Baumgartner  |

### Medaillenspiegel
| Rang | Land                            | Gold | Silber | Bronze |
| ---- | ------------------------------- | ---- | ------ | ------ |
| 1    | Sowjetunion                     | 7    | 2      | 1      |
| 2    | Vereinigte Staaten              | 1    | 2      | 1      |
| 3    | Bulgarien                       | 1    | 1      | 5      |
| 4    | Nordkorea                       | 1    | 0      | 0      |
| 5    | Japan                           | 0    | 2      | 0      |
|      | Mongolei                        | 0    | 2      | 0      |
| 7    | Polen                           | 0    | 1      | 1      |
| 8    | Deutsche Demokratische Republik | 0    | 0      | 1      |
|      | BR Deutschland                  | 0    | 0      | 1      |